# ハコネサンショウウオ属
ハコネサンショウウオ属（Onychodactylus）は、有尾目サンショウウオ科に分類される属。

## 分布
大韓民国、中華人民共和国、朝鮮民主主義人民共和国、日本、ロシア

## 形態
体型は細長く、これにより表面積が大きくなり後述する皮膚呼吸に役立つと考えられている。尾長は頭胴長と同じくらいか、より長い。
眼は大型で、眼瞼が突出する。前顎骨と鼻骨の間に比較的大型の隙間（前顎泉門）がある。基鰓骨前方に対になった突起が伸長する。変態後も肺がなく、皮膚や口腔粘膜でガス交換を行い呼吸する。胴体側面にそれぞれ入る皺（肋条）は13 - 15本。染色体数は2n=78で、サンショウウオ科内では最も多い。
幼生は四肢後部に膜状の皮膚が伸長し、急流で体が浮くのを防ぐ効果があると考えられている。繁殖期になると指趾の先端に黒い爪状の突起が現れ、繁殖期が終わるとこの突起は抜け落ちると考えられている。属名Onychodactylusは「爪のある指趾」の意で、英名Clawed salamanderと共にこの爪や幼生の爪が由来になっている。オスはアルファベットの逆「V」字状、メスは総排泄口前縁を沿うような形状で、総排泄口前部にも角質突起が現れる。オスは繁殖期に後肢が肥大化し、総排泄口周辺が隆起する。

## 分類
サンショウウオ科内では初期に分岐した系統だと考えられている。2012年に本属のみでOnychodactylinae亜科を構成する説が提唱されている。
以前は日本産のハコネサンショウウオと大陸産のハコネサンショウウオモドキの2種のみが知られていたが、分子系統学的解析から複数の隠蔽種が含まれることが確認されており、将来的にはより複数の種に分かれる（ハコネサンショウウオ: 近畿個体群、中国地方個体群、ハコネサンショウウオモドキ: 大韓民国個体群、中華人民共和国個体群、ロシア個体群）可能性が示唆されている。近年の例として2012年にハコネサンショウウオ東北地方北部個体群がキタオウシュウハコネサンショウウオ、ハコネサンショウウオモドキ大韓民国個体群がO. koreanus、吉林省個体群がO. zhangyapingi、遼寧省個体群がO. zhaoermiiとしてそれぞれ新種記載された。2013年にハコネサンショウウオ筑波山系個体群がツクバハコネサンショウウオとして新種記載された。同年にハコネサンショウウオ四国・中国地方個体群（中国山地ではハコネサンショウウオとシコクハコネサンショウウオが同所的に分布する）がシコクハコネサンショウウオとして新種記載された。2014年にはハコネサンショウウオ東北地方南部個体群がタダミハコネサンショウウオとバンダイハコネサンショウウオとして記載された。2022年にはO. koreanusの慶尚南道個体群がO. sillanus、ハコネサンショウウオ近畿地方個体群がホムラハコネサンショウウオとしてそれぞれ記載された。
以下の分類・英名は2023年時点のAmphibian Species of the WorldおよびAmphibiaWebに従い、和名は2012年以前に記載された種は西川 (2012)・2012年以降に記載された日本産の種は日本爬虫両棲類学会 (2022) の標準和名に従うものとする。2012年以降に記載された種の英名・タイプ産地を含む分布・形態は、各記載論文に従う。
Onychodactylus fischeri ハコネサンショウウオモドキ Fischer's Clawed Salamander
Onychodactylus fuscus タダミハコネサンショウウオ Tadami clawed salamander
日本（福島県南西部＜只見町＞、新潟県＜三条市南部＞）。タイプ産地は只見町。
脊椎数は18個。尾は長い。頭幅は広く、背面に縦縞は入らない。冬季に繁殖する。
Onychodactylus intermedius バンダイハコネサンショウウオ Bandai clawed salamander
日本（茨城県北東部・新潟県北部・福島県北東部・宮城県南部・山形県）。タイプ産地は郡山市。
脊椎数は18個。尾は長い。頭幅は狭い。冬季に繁殖する。
Onychodactylus japonica ハコネサンショウウオ Japanese crawed salamander
日本（喜多方市から大子町以南および以西の本州）
Onychodactylus kinneburi シコクハコネサンショウウオ Shikoku clawed salamander
日本（四国・中国山地）。タイプ産地はいの町。
脊椎数は19個。肋条は13本。頭幅はやや狭い。背面は暗褐色で、黄色みを帯びた橙色の縦縞が明瞭に入る。腹面は白っぽく、胸部に斑紋が入らない。
Onychodactylus koreanus  Korean crawed salamander
大韓民国。模式産地は江原道三陟市。
Onychodactylus nipponoborealis キタオウシュウサンショウウオ Tohoku crawed salamander
日本（秋田県・青森県・岩手県・宮城県・山形県）とされるが、分布の南限は不明。タイプ産地は矢捨山（平川市）。種小名nipponborealisは「日本（nippon）」と、ラテン語で「北」の意があるborealisの組み合わせで「北日本」の意。
Onychodactylus pyrrhonotus ホムラハコネサンショウウオ Fireback clawed salamander
日本（近畿地方）。タイプ産地は武奈ヶ岳。背面は黒く、赤色からピンク色の縦縞または斑紋が明瞭に入る。腹面には灰色みを帯びた白い斑点が入る。
Onychodactylus sillanus Yangsan clawed salamander
大韓民国（慶尚南道＜梁山市・密陽市＞）。タイプ産地は梁山市東面沙松里。
Onychodactylus tsukubaensis ツクバハコネサンショウウオ Tsukuba clawed salamander
日本（筑波山地の足尾山・加波山・きのこ山・筑波山・燕山＜石岡市・桜川市・つくば市＞）。タイプ産地は筑波山（桜川市旧真壁町）。種小名tsukubaensisは筑波山に由来する。
Onychodactylus zhangyapingi  Jilin clawed salamander
中華人民共和国（吉林省）。朝鮮民主主義人民共和国との国境付近でも発見例があり、遼寧省にも分布する可能性がある。
Onychodactylus zhaoermii  Liaoning clawed salamander
中華人民共和国（遼寧省）

## 生態
山地にある渓流周辺の森林に生息する。
卵嚢は端に柄状の付着部があり、1対で産む。卵は地下の伏流内に産むと考えられている。

## 人間との関係
日本では檜枝岐村で6 - 7月のみ筌で捕獲し郷土料理とする。調理方法としては燻製や天ぷら、唐揚げなどがある。